# Anacleto Canabal 2da. Sección
Anacleto Canabal 2da. Sección är en ort i Mexiko.   Den ligger i kommunen Centro och delstaten Tabasco, i den sydöstra delen av landet, 700 km öster om huvudstaden Mexico City. Anacleto Canabal 2da. Sección ligger 12 meter över havet och antalet invånare är 5 153.
Terrängen runt Anacleto Canabal 2da. Sección är mycket platt. Runt Anacleto Canabal 2da. Sección är det tätbefolkat, med 442 invånare per kvadratkilometer. Närmaste större samhälle är Villahermosa, 10,0 km öster om Anacleto Canabal 2da. Sección. Runt Anacleto Canabal 2da. Sección är det i huvudsak tätbebyggt.